# Halové mistrovství Evropy v atletice 2007 – běh na 1500 metrů žen
Běh na 1500 metrů žen na halovém ME 2007 se uskutečnil ve dnech 2. a 3. března v hale National Indoor Arena (The NIA) v britském Birminghamu. Zlato vybojovala Polka Lidia Chojecká, jež zvítězila časem 4:05,13.  O den později uspěla rovněž na dvojnásobné trati.

## Finálové výsledky
| Umístění         | Jméno                 | Národnost          | Výsledek | Poznámka |
| ---------------- | --------------------- | ------------------ | -------- | -------- |
| Zlatá medaile    | Lidia Chojecká        | Polsko             | 4:05,13  |          |
| Stříbrná medaile | Natalja Pantělejevová | Rusko              | 4:06,04  | PB       |
| Bronzová medaile | Olesja Čumakovová     | Rusko              | 4:06,48  | SB       |
| 4.               | Helen Clitheroeová    | Spojené království | 4:08,60  |          |
| 5.               | Mayte Martínezová     | Španělsko          | 4:09,18  | PB       |
| 6.               | Natalija Tobiasová    | Ukrajina           | 4:09,62  | SB       |
| 7.               | Sonja Romanová        | Rumunsko           | 4:11,57  |          |
| 8.               | Cristina Vasiloiu     | Rumunsko           | 4:13,63  |          |
| 9.               | Marina Munćanová      | Srbsko             | 4:14,60  |          |

Poznámka: PB = osobní rekord, SB = výkon sezóny